# Parodontophora diegoensis
Parodontophora diegoensis is een rondwormensoort uit de familie van de Axonolaimidae. De wetenschappelijke naam van de soort is voor het eerst geldig gepubliceerd in 1951 door Allgén.